# Хикс, Хоуп
Хоуп Шарлотта Хикс (англ. Hope Charlotte Hicks; род. 21 октября 1988) — американский консультант по связям с общественностью, служившая директором по коммуникациям Белого дома при президенте США Дональде Трампе с августа 2017 года по 29 марта 2018 года. С января по сентябрь 2017 года она была директором Белого дома по стратегическим коммуникациям (должность создана специально для неё). Она была сотрудником корпорации Трампа (Trump Organization), прежде чем стать пресс-секретарем и директором по коммуникациям для президентской кампании Трампа в 2016 году, а также Национальным пресс-секретарем его президентской переходной команды. Она была самым долго работающим на Трампа его политическим помощником на момент её отставки.
27 февраля 2018 года Хикс дала показания комитету Конгресса, что она сказала «белую ложь» от имени Трампа. На следующий день Хикс объявила о своем намерении уйти с поста директора по коммуникациям Белого дома. Месяц спустя она покинула Белый дом.
Весь 2019 год она проработала на канале Fox News в качестве главного сотрудника по коммуникациям и исполнительного вице-президента.
В феврале 2020 Хоуп Хикс вернулась в Белый дом в качестве советника президента Трампа. В ходе предвыборного марафона 1 октября 2020 года стало известно, что она больна COVID-19. Трамп и его ближайшие родственники прошли экспресс-тестирование 2 октября. Результаты оказались положительны. Президент отправился на карантин в военный госпиталь Bethesda. Меланья Трамп осталась на изоляции в Белом доме.

## Ранняя жизнь
Хикс — дочь Кэй Энн (Кавендер) Хикс (англ. Caye Ann (Cavender) Hicks) и Пола Бертона Хикса III (англ. Paul Burton Hicks III). Она выросла в Гринвиче, штат Коннектикут. Её отец был региональным генеральным директором Ogilvy Public Relations Worldwide и исполнительным вице-президентом по коммуникациям в Национальной футбольной лиге с 2010 по 2015 год, прежде чем стать управляющим директором Glover Park Group. Её семья имела отношение к политике: её мать была помощницей Эда Джонса, конгрессмена-демократа из Теннесси; её дед по материнской линии, Г. В. Ф. «Датч» Кавендер, работал в американском Министерстве сельского хозяйства при двух разных администрациях; и её бабушка по материнской линии, Мэрили Кавендер, работала в Министерстве транспорта США.
Хикс была подростковой моделью, появившейся в журнале Greenwich в 2002 году. Затем она позировала для кампании Ральфа Лорена со своей старшей сестрой Мэри-Грейс и была лицом романов о путешественнике во времени, и моделью для обложки It Girl (2005), первого романа в серии Сесили фон Цигезар.
Хикс посещала среднюю школу Гринвича, где она была сокапитаном команды по лакроссу, и закончила её в 2006 году. Затем она поступила в Южный методистский университет, где специализировалась по английскому языку, окончила его в 2010 году.